# ليام هندريكس
ليام هندريكس (بالإنجليزية: Liam Hendriks)‏ هو لاعب كرة قاعدة أسترالي، ولد في 10 فبراير 1989 في برث في أستراليا.

## وصلات خارجية
- ليام هندريكس على موقع دوري كرة القاعدة الرئيسي (الإنجليزية)
- ليام هندريكس على موقع دوري أستراليا لكرة القاعدة (الإنجليزية)
- ليام هندريكس على موقعبيزبول رفرنس.كوم (الدوري الرئيسي) (الإنجليزية)
- ليام هندريكس على موقعبيزبول رفرنس.كوم (الدوري الثانوي) (الإنجليزية)
- ليام هندريكس على موقع إي إس بي إن.كوم (أم.أل.بي) (الإنجليزية)
- ليام هندريكس على موقع مشجعي الرسوم البيانية (الإنجليزية)